# Stor-Tjärusjön
Stor-Tjärusjön är en sjö i Ånge kommun i Medelpad och ingår i Ljungans huvudavrinningsområde. Sjön har en area på 1,77 kvadratkilometer och ligger 254,2 meter över havet. Sjön avvattnas av vattendraget Stor-Tjärsjöån.

## Delavrinningsområde
Stor-Tjärusjön ingår i det delavrinningsområde (693144-146626) som SMHI kallar för Utloppet av Stor-Tjärusjön. Medelhöjden är 312 meter över havet och ytan är 11,5 kvadratkilometer. Räknas de 4 avrinningsområdena uppströms in blir den ackumulerade arean 38,48 kvadratkilometer. Stor-Tjärsjöån som avvattnar avrinningsområdet har biflödesordning 2, vilket innebär att vattnet flödar genom totalt 2 vattendrag innan det når havet efter 153 kilometer. Avrinningsområdet består mestadels av skog (71 procent). Avrinningsområdet har 1,79 kvadratkilometer vattenytor vilket ger det en sjöprocent på 15,5 procent.